# حكومة عبد الغني الثانية
حكومة عبد الغاني الثانية هي ثاني حكومة في عهد الرئيس الشاذلي بن جديد، واستمرت من 15 يوليو 1980 إلى 12 يناير 1982. تميزت هذه الحكومة بمغادرة كل من عبد العزيز بوتفليقة لمنصب مستشار الرئيس، وعبد الحميد مهري لوزارة الإعلام والثقافة ومحمد الشريف مساعدية لوزارة المجاهدين. كما تميزت بعودة بوعلام بن حمودة للحكومة بشغله لمنصب وزير الداخلية.

## أعضاء الحكومة
- الوزير الأول : محمد بن أحمد عبد الغني
- رئيس الجمهورية وزير الدفاع : الشاذلي بن جديد
  - نائب وزير الدفاع الوطني مكلف بالتفتيش العام للجيش الوطني الشعبي: العقيد عبد الله بلهوشات[2]
  - نائب وزير الدفاع الوطني مكلف بالاسناد والصناعات الحربية: العقيد قاصدي مرباح[2]

- وزير مستشار رئيس الجمهورية: أحمد طالب الإبراهيمي

- وزير الداخلية : بوعلام بن حمودة
- وزير الخارجية : محمد الصديق بن يحيى
- وزير الصناعات الخفيفة : سعيد آيت مسعودان
- وزير المالية : محمد الحاج يعلى
- وزير الشباب والرياضة : جمال حوحو
- وزير السياحة : عبد المجيد علاهم
- وزير الفلاحة والثورة الزراعية : سليم سعدي
- وزير الصحة : عبد الرزاق بوحارة
- وزير النقل والصيد البحري: صالح قوجيل
- وزير العدل : بوعلام باقي
- وزير العمل والتكوين المهني : مولود أومزيان
- وزير الإسكان والتعمير : غزالي أحمد علي
- وزير التربية والتعليم الأساسي : محمد الشريف خروبي
- وزير التعليم والبحث العلمي: عبد الحق رفيق برارحي
- وزير الصناعة الثقيلة: محمد الياسين
- وزير الطاقة والصناعات البتروكيماوية : بلقاسم نابي
- وزير الري: ابراهيم براهيمي
- وزير التخطيط والتهيئة العمرانية:عبد الحميد براهيمي
- وزير المجاهدين : جلول بختي نميش
- وزير الإعلام والثقافة : بوعلام بسايح
- وزير التجارة : عبد العزيز خلاف
- وزير البريد والمواصلات : عبد النور بقة
- وزير الأشغال العمومية : محمد قرطبي
- وزير الشؤون الدينية : عبد الرحمن شيبان

- كاتب الدولة للغابات واستصلاح الأراضي: محمد رويغي
- كاتب الدولة للصيد البحري: أحمد بن فرحة
- كاتب الدولة للثقافة والفنون الشعبية : محمد العربي ولد خليفة
- كاتب الدولة للتعليم الثانوي والتقني : حاج سليمان شريف
- كاتب الدولة للتجارة الخارجية : علي أوبزار
- كاتب الدولة للتكوين المهني : محمد نابي

- الأمين العام للحكومة: محمد طيبي[3]